# تماس‌های میان ایالات متحده آمریکا و سید روح‌الله خمینی

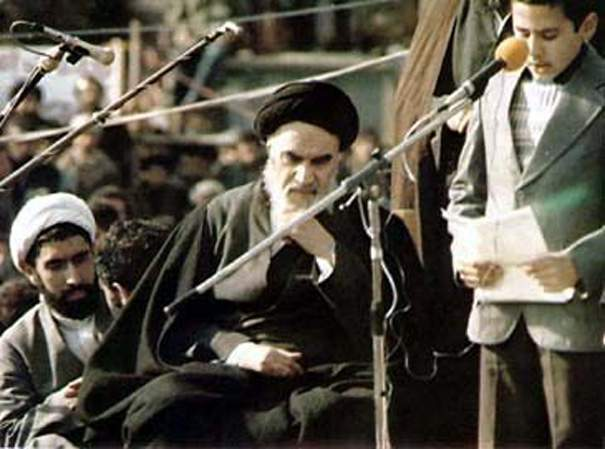
سید روح‌الله خمینی، رهبر انقلاب اسلامی و نخستین رهبر جمهوری اسلامی ایران

جیمی کارتر، رئیس‌جمهور آمریکا و محمدرضا پهلوی، شاه ایران

بر اساس گزارش‌های متعدد، پیش از انقلاب ۱۳۵۷، دولت جیمی کارتر با سید روح‌الله خمینی از طریق نزدیکانش به مدت دو هفته در ارتباط بوده است. افرادی که در این ملاقات‌ها حضور داشته‌اند، تأیید کرده‌اند که خمینی و کارتر (غیر مستقیم)، از طریق واسطه با یکدیگر ارتباط برقرار کرده‌اند. اگرچه این گزارش‌ها در برخی جزئیات با یکدیگر متفق‌القول نیستند، اما روی دادن این ملاقات‌ها توسط منابع مختلف از طرف منابع آمریکایی تأیید شده است.
انتشار گزارشی جنجالی از سوی بی‌بی‌سی در ۲۱ مه ۲۰۱۶ بار دیگر این اتفاق را بر سر زبان‌ها انداخت. در این گزارش که بر اساس اسناد رسمی دولت آمریکا منتشر شده است، ذکر گردیده که خمینی پس از مذاکرات با آمریکا به این اطمینان رسید که آنان بازگشتش به ایران را به خطر نخواهند انداخت. در سمت مقابل، جیمی کارتر، رئیس‌جمهور وقت آمریکا، و همکارانش نیز به زمینه‌سازی برای بازگشت خمینی به ایران کمک کرده و از اینکه ارتش شاهنشاهی دست به یک کودتای نظامی نخواهد زد و مانع به قدرت رسیدن خمینی نخواهد شد، اطمینان حاصل کردند. اما به نظر می‌رسد که خمینی در مذاکرات دستش را برای آمریکا رو نکرده بود. او به آمریکا «قول‌های پوچ» داده بود و بعد از پیروزی انقلاب خواستار صدور انقلاب و مبارزه جهانی با آمریکا شد. بنا به تحلیل گاردین، کارتر پیش‌بینی نمی‌کرد که روحانیون بتوانند حکومت کنند و میانه‌روها که به آمریکا نزدیک بودند را کنار بزنند.
سید علی خامنه‌ای، رهبر جمهوری اسلامی ایران، در واکنش به گزارش بی‌بی‌سی گفت که این گزارش جعلی است و دستگاه تبلیغاتی دولت انگلستان آن را ساخته است و نیز این «دشمنی انگلیسی‌هاست». در سمت مقابل، گری سیک که خود قبلاً این ملاقات‌ها را در کتابش توضیح داده بود، ضمن تأیید روی دادن ملاقات‌ها و مذاکرات، گفت که گزارش بی‌بی‌سی یک «افشاگری» نیست زیرا همه در سه دهه گذشته از این اطلاعات باخبر بوده‌اند؛ او همچنین نوشت هیچ‌کس در دولت آمریکا از اظهارات خمینی این برداشت را نداشت که او مایل به ادامه روابط نزدیک با آمریکا بود. ابراهیم یزدی که واسطه تماس‌ها در پاریس بود نیز نوشت که گزارش بی‌بی‌سی «خلاصه و ناقص» است. عباس میلانی این ملاقات‌ها را تأیید می‌کند و می‌گوید آمریکایی‌ها از دو کانال (سفارتشان در پاریس و تهران) با خمینی و اطرافیانش تماس برقرار کردند.

## پیش‌زمینه

### ادعای تلاش برای ارتباط با آمریکا در دوران کندی
در ژوئن ۲۰۱۶ بی‌سی‌سی بر اساس گزارش سازمان سیا مربوط به سال ۱۹۸۰، عنوان داشت که خمینی در ۱۹۶۳ برای رئیس‌جمهور وقت آمریکا جان اف. کندی پیام فرستاده بود. خمینی در زمان ارسال پیام به دولت آمریکا، یعنی آبان ۱۳۴۲، در شمال تهران در حبس خانگی بود. با این حال، بدون اینکه ساواک متوجه شود، به کمک یک روحانی به نام «حاج میرزا خلیل کَمَره‌ای» پیامی به سفارت آمریکا در تهران فرستاد. متن کامل این پیام‌ها هنوز از حالت طبقه‌بندی خارج نشده است، با این حال، در گزارش «اسلام در ایران» ِسازمان سیا، بخش‌هایی از آن دیده می‌شود.
در بخشی از این گزارش که مجموعاً هشتاد صفحه دارد، آمده است:
خمینی توضیح داد که او با منافع آمریکا در ایران مخالفتی ندارد. بر عکس، او اعتقاد داشت که حضور آمریکا در ایران برای ایجاد توازن در برابر شوروی و احتمالاً نفوذ بریتانیا ضرورت دارد. (...) او همچنین اعتقادش دربارهٔ همکاری نزدیک اسلام و سایر ادیان جهان به ویژه مسیحیت را توضیح داد. (...)— گزارش «اسلام در ایران» سازمان سیا، منتشر شده در سال ۱۹۸۰

با این حال، مشخص نیست که این پیام به دست کندی رسیده است، یا خیر؛ زیرا وی دو هفته پس از این اتفاق ترور شد. همچنین ناصرالدین کمره‌ای که خود نیز از روحانیون شیعه است، در گفتگو با تسنیم در رابطه با انتقال پیام خمینی برای کندی به سفارت آمریکا توسط پدرش، گفت:
نه این جانب که از نزدیک در جریان تمامی مراودات و مکاتبات مرحوم والد بودم و نه هیچ‌کدام از اعضای خانواده هرگز به خاطر نداریم که ایشان به سفارت آمریکا مراجعه کرده باشد که این خود تهمتی عجیب و بدون سند است.— ناصرالدین کمره‌ای، در گفتگو با تسنیم

### انتقاد از آمریکا و موضع‌گیری علیه کاپیتولاسیون
خمینی در سخنرانی آبان ۱۳۴۳ (برابر با اکتبر ۱۹۶۴) در قم - که مطابق این گزارش یک سال پس از نخستین تلاش او برای برقراری ارتباط با رئیس‌جمهور آمریکا روی داده بود - به مناسبت پیوستن ایران به پیمان وین، در بخشی از سخنانش به تندی از آمریکا و سایر قدرت‌های جهانی انتقاد کرد:

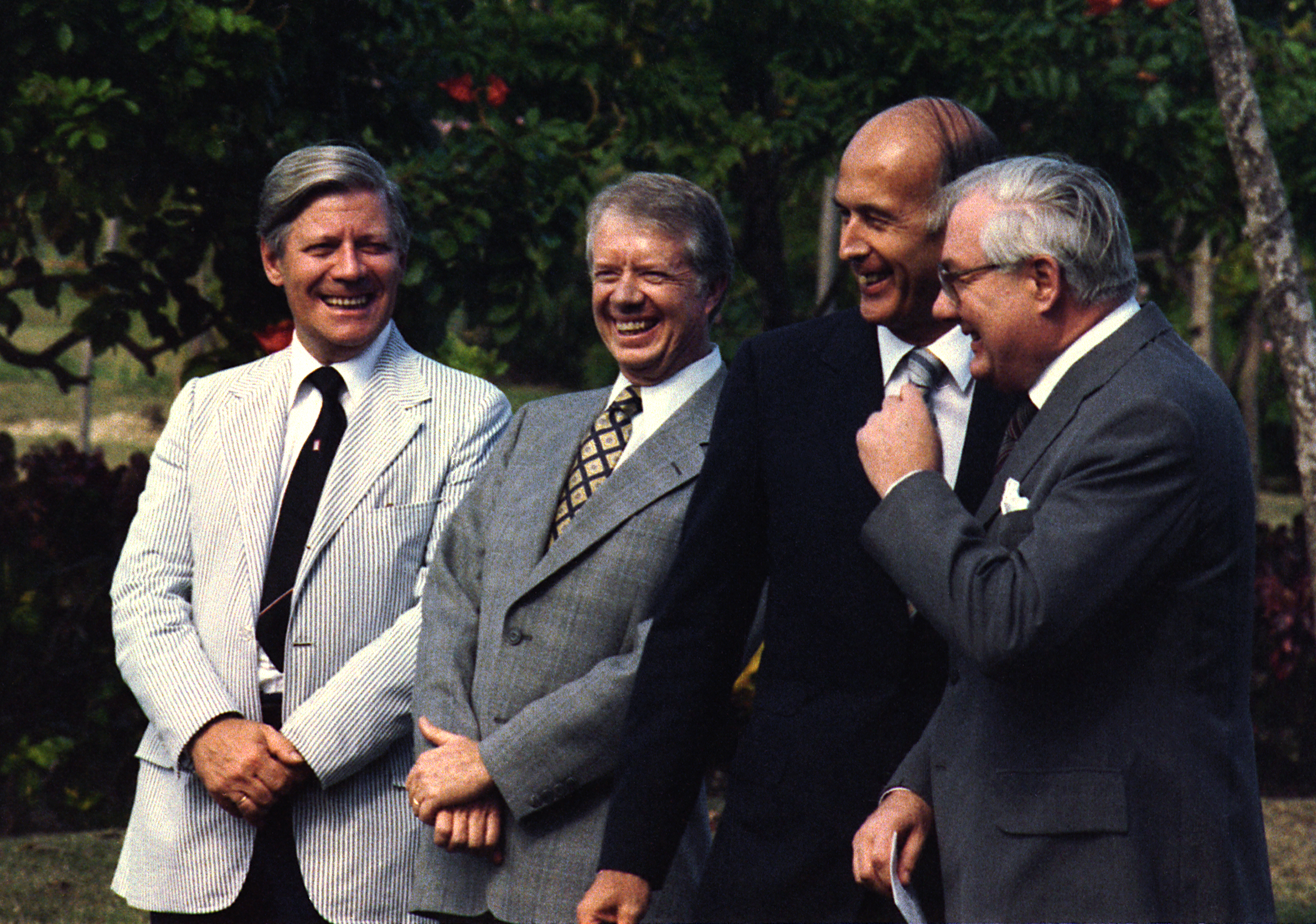
رهبران آمریکا، انگلیس، فرانسه و آلمان در کنفرانس گوادلوپ

آمریکا از انگلیس بدتر، انگلیس از آمریکا بدتر، شوروی از همه بدتر، همه از هم بدتر، همه از هم پلیدتر. اما امروز سر و کار ما با این خبیث هاست. با آمریکاست. رئیس‌جمهور آمریکا بداند این معنا را که منفورترین افراد دنیاست پیش ملت ما… تمام گرفتاری ما از این آمریکاست. تمام گرفتاری ما از این اسرائیل است، اسرائیل هم از آمریکاست.— روح‌الله خمینی

### تماس از طریق محمدصادق لواسانی
رادیوفردا در آرشیو ملی آمریکا به اسنادی دست یافته که نشان می‌دهد در پی واقعه ۱۵ خرداد ۱۳۴۲ و دستگیرشدن روح‌الله خمینی، مأموران سفارت آمریکا در تهران و محمدصادق لواسانی ملاقات‌هایی داشته‌اند. بنا بر یک سند، لواسانی در پاسخ به این سؤال ولف که روحانیت دقیقاً با چه چیزی مخالف است، می‌گوید: برابری حقوق زنان که نقض آشکار قوانین اسلامی است، همچنین ماهیت مصادره‌ای اصلاحات ارضی، و نفوذ بهائیان و یهودیان در دربار شاه.

### کنفرانس گوادلوپ در ۱۹۷۹
از ۴ تا ۷ ژانویه ۱۹۷۹ یا ۱۴ تا ۱۷ دی ۱۳۵۷ سران آمریکا، انگلیس، فرانسه و آلمان به دعوت رئیس‌جمهور فرانسه، والری ژیسکار دستن در جزیره گوادلوپ برای بررسی مسائل سیاسی مهم جهان از جمله انقلاب ایران، گرد هم آمدند.
کارتر در جلسه گفت: جریانات ایران در جهت ثبات پیش می‌روند. یک ایران مستقل مترقی و دوست غرب که جریان نفت به غرب را تضمین می‌کند بوجود خواهد آمد. دیگر باقی ماندن شاه در ایران به صلاح نیست. ژیسکار دستن و جیمز کالاهان نخست‌وزیر وقت انگلیس هم متفق بودند که شاه قادر به ادامه حکومت خود نیست با توجه به نفوذ شوروی در منطقه احتمال بروز جنگ داخلی و قدرت‌گیری کمونیست‌ها در ایران. جورج بال، دیپلمات آمریکایی، در گزارش به کارتر، ۵ وضعیت احتمالی جانشین حکومت شاه را پیش‌بینی کرده بود:
1. مشروطه سلطنتی با حفظ شاه
2. خلع شاه و ایجاد شورای سلطنت تا آمادگی پسر شاه برای حکومت
3. جمهوری برهبری علی امینی و کریم سنجابی و جلب حمایت مذهبیون
4. جمهوری اسلامی با رهبری طرفداران خمینی
5. حکومت نظامی.

تا هنگام کنفرانس راه‌حل‌های اول و دوم شکست خورده بود و لذا بعد از اصرار ژیسکار دستن مبنی بر عدم امکان حمایت بیشتر از شاه، آمریکا روی گزینه سوم متمرکز شد و با پیشنهاد فرانسه در صدد برقراری ارتباط با خمینی در پاریس برآمد.
شاه در آخرین کتاب خود، پاسخ به تاریخ، ادعا می‌کند قدرت‌های غربی در این کنفرانس رأی به برکناری او دادند.

## تلاش‌های آمریکا برای برقراری ارتباط با خمینی
به نوشته کریستین اِمری پیش از انتصاب مهدی بازرگان به شورای انقلاب، آمریکا از مه ۱۹۷۸ (خرداد ۱۳۵۷) با چندی از سران نهضت آزادی ارتباط داشت؛ لذا انتصاب بازرگان به شورای انقلاب از نظر آمریکا فرصت مناسبی بود.
از نظر آمریکا یکی از زمینه‌های مناسب ارتباط با سران انقلاب نگرانی مشترک در مورد نیروهای چپ و شوروی بود. اما به گفته اِمری با این که حلقه اطرافیان خمینی نگرانی‌هایی از شوروی و نیروهای کمونیست داشتند، به نظر می‌رسید این نگرانی‌ها کوتاه‌مدت بود. مقامات آمریکایی گزارش‌هایی که منکر امکان ارتباط مجدد با ایران با توجه به خطر شوروی بود را نادیده گرفتند. طبق یک گزارش اطلاعاتی آمریکا خمینی مکرر می‌گفت که اسلام خواستار استقلال و بی‌طرفی است. ابراهیم یزدی نیز به‌طور کلی تهدید کمونیست‌ها و مداخله شوروی را جدی نمی‌دانست. به نوشته گری سیک، سالیوان (سفیر آمریکا در تهران) مدت‌ها بود که به دنبال یک راه ارتباطی برای برقراری تماس با خمینی بود، با این حال فرانسوی‌ها مایل نبودند تا به عنوان واسطه، به برقراری این ارتباط کمک کنند.
امری می‌نویسد در دسامبر ۱۹۷۸ بود که وزارت خارجه آمریکا بالأخره تصمیم گرفت با اپوزیسیون از جمله بختیار و خمینی ارتباط مستقیم برقرار کند. هدف ایجاد یک گذار مسالمت آمیز به حکومت جدید، متقاعد کردن خمینی به تأخیر بازگشت خود به ایران و حمایت از شاپور بختیار بود. اما با مخالفت خمینی این هدف محقق نشد. امری مدعی است جیمی کارتر، رئیس‌جمهور وقت آمریکا، ژنرال هایزر را به تهران فرستاده بود تا ارتش را متقاعد به حمایت از بختیار کند و در صورت عدم تثبیت دولت بختیار از تهدید کودتا برای کنترل اپوزیسیون اسلامی استفاده کنند
بی‌بی‌سی می‌گوید آمریکا از طریق ۲ کانال با نمایندگان خمینی در ارتباط بوده است، نخست از طریق ارتباط با ابراهیم یزدی در پاریس و دیگر از طریق ارتباط با سید محمد بهشتی و مهدی بازرگان. با این حال، ابراهیم یزدی اضافه می‌کند که این ملاقات‌ها از ۳ طریق انجام شد و بی‌بی‌سی ارتباط مستقیم میان بهشتی و سالیوان را از قلم انداخته است.

## نخستین پیام رسمی آمریکا به خمینی و پاسخ وی
به نوشته ابراهیم یزدی، در ۸ ژانویهٔ ۷۹، برابر با ۱۸ دی ماه ۵۷، ۲ تن از نمایندگان رئیس‌جمهور فرانسه، ژیسکار دستن، با خمینی در نوفل‌لوشاتو دیدار کردند. در این دیدار، به نقل از ابراهیم یزدی، پس از تعارفات رایج، یکی از نمایندگان رئیس‌جمهور به خمینی گفت:
هدف از دیدار با آقای خمینی پیغامی است که برای آیت‌الله دارند. این پیغام از طرف پرزیدنت کارتر برای آقای خمینی می‌باشد. او تلفن زده است و از پرزیدنت ژیسکاردستن درخواست نموده است که این پیغام را به شما برسانیم. پرزیدنت کارتر در پیغام خود خواسته است که آیت‌الله تمامی نیروی خود را برای جلوگیری از عدم مخالفت با بختیار به کار برد. (...) خروج شاه قطعی است و در آینده نزدیکی رخ خواهد داد. به نظر کارتر مناسب خواهد بود وضعیت را تماماً زیر کنترل خود بگیرید. سکوت و آرامش باشد. آنچه لازم است بگویم این است که بدانید خطر دخالت ارتش و کودتای نظامی هست و وقوع این خطر، اوضاع را بدتر خواهد نمود. (...) پرزیدنت کارتر آرزو دارد که این پیغام کاملاً مخفی و محرمانه بماند. یک وسیله ارتباطی مستقیم با آیت‌الله باید امکان‌پذیر باشد تا مرتب در جریان حوادث گذاشته شوید و این به نفع کشور شما و خصوصاً آیت‌الله می‌باشد.— جیمی کارتر، خطاب به آیت‌الله خمینی، به نقل از ابراهیم یزدی
در ادامه این روایت آمده است که وزیر خارجه فرانسه نیز پیامی به خمینی ارسال کرده است: «وزیر خارجه پیغام داد که محرمانه ماندن پیغام کارتر برای آقای خمینی خوب است، چرا که امکان ادامه این ارتباط را خواهد داد. به من هم دستور داده شده است که بگویم ارتباط و محتوای آن خیلی منطقی است و انتقال قدرت در ایران باید کنترل بشود و با احساس مسئولیت‌های شدید سیاسی همراه باشد.»

### پاسخ خمینی
پس از انتقال پیام کارتر به روح‌الله خمینی، وی عنوان داشت که این پیام دو بخش دارد، یکی در رابطه با بختیار و دیگری در رابطه با کودتا. خمینی در رابطه با بختیار گفت:
شما سفارش می‌کنید که ما خلاف قوانین خود عمل کنیم. بر فرض آنکه من چنین خطایی بکنم، ملت ما حاضر نخواهد بود. ملت ما که این همه مصیبت کشید و این همه خون داد برای آن است که از زیر بار رژیم سلطنتی و سلسله پهلوی خارج بشود. (...) و اما قضیه اینکه آرامش باشد، ما همیشه می‌خواهیم مملکت آرام باشد و مردم با آرامش زندگی کنند. اما به دست آوردن آرامش با وجود شاه امکان ندارد. (...) آقای کارتر اگر حسن نیت پیدا کرده‌اند و می‌خواهند آرامش باشد و خون‌ها ریخته نشوند خوب است که شاه را ببرند و دولت (بختیار) را هم پشتیبانی نکنند و به میل ملت که این امر مشروعی هست و خواسته است و از میل ملت جلوگیری نکنند.— آیت‌الله خمینی، در پاسخ به جیمی کارتر
به نقل از ابراهیم یزدی، خمینی در رابطه با احتمال کودتای نظامی نیز گفت:
و اما قضیهٔ کودتا، الان از ایران به من اطلاع دادند که یک کودتای نظامی در شرف تکوین است (...) و از من خواسته‌اند کالاهای آمریکایی را تحریم کنم و به آمریکا اخطار کنم که اگر چنین کودتایی بشود از چشم شما می‌بینند. (...) برای من گفته‌اند، پیغام داده‌اند که اگر کودتای نظامی بشود، حکم جهاد مقدس باید داد. (...) و من به حکم اینکه یک شخص روحانی هستم، و مصلحت بشر را همیشه در نظر دارم و مصلحت ملت خودم را در نظر دارم، به شما توصیه می‌کنم که جلوی این خونریزی‌ها را بگیرید و نگذارید این خونریزی‌ها تحقق پیدا کند و ایران را به حال خود واگذارید؛ که اگر [رها] بکنید، نه گرایش کمونیستی خواهد داشت و نه سایر مکاتب انحرافی، نه تسلیم شرق و نه تسلیم غرب خواهد شد. (...) و در غیر این صورت امید آرامش نیست و خوف آن دارم که اگر کودتای نظامی بشود، انفجاری بشود در ایران که کسی نتواند جلوی آن را بگیرد. (...) الان نظام و ارتش که از چند ماه قبل سست و ضعیف‌تر است برای آنکه در باطن ارتش اختلافات ایجاد شده است و بسیاری به ما می‌پیوندند و کودتا را خفه می‌کنند، لکن با کشتاری که من میل ندارم واقع شود. (...) این تمام پیغام من است به کارتر.— آیت‌الله خمینی، در پاسخ به جیمی کارتر

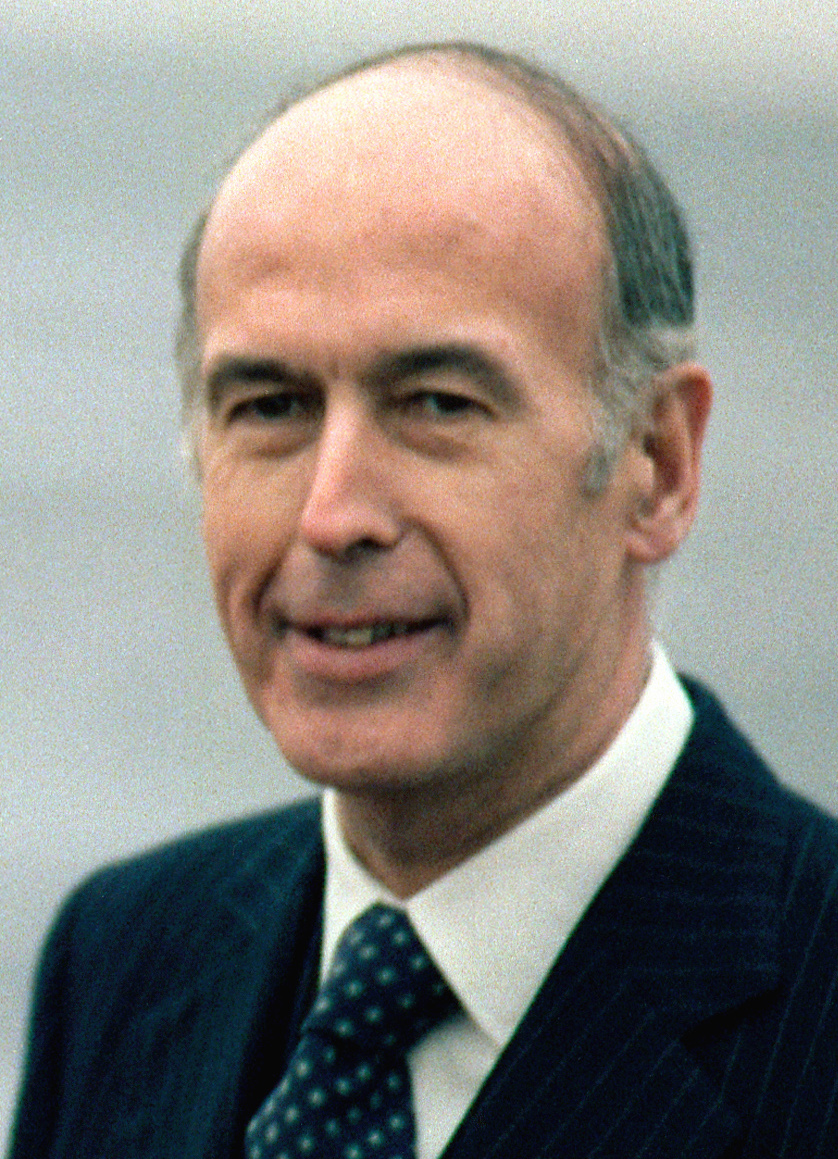
والری ژیسکار دستن، رئیس‌جمهور وقت فرانسه. در دوران ریاست‌جمهوری وی، روح‌الله خمینی به فرانسه رفت و مدتی در آنجا سکونت گزید، ژیسکار دستن در دوران ریاست جمهوری‌اش پیام محرمانهٔ جیمی کارتر را به روح‌الله خمینی رساند و همچنین میزبان کنفرانسی در گوادلوپ بود که رهبران چهار قدرت اروپایی در آن جمع شده بودند و تصمیماتی دربارهٔ نظام پهلوی اتخاذ کردند.

خمینی همچنین پیامی هم برای دولت فرانسه داشت:
و اما به دولت فرانسه، از رئیس‌جمهور که در این کنفرانس از تأیید کارتر از شاه مناقشه کرده است تشکر می‌کنم؛ و میل دارم که کارتر را نصیحت کنند که دست از پشتیبانی این شاه و این رژیم و این دولت، که همه خلاف قوانین است بردارند و به این کودتای نظامی تأیید نکنند و جلوگیری کنند، تا ایران آرامش خود را به دست بیاورد و چرخ‌های اقتصاد به گردش درآید و در آن وقت است که می‌شود نفت را به غرب و هر کجا که مشتری هست صادر کند.— آیت‌الله خمینی، خطاب به ژیسکار دستن
متن این ملاقات‌ها در صحیفه امام نیز آورده شده است.

## آغاز دیدارهای نمایندگان خمینی و آمریکا در پاریس
گری سیک، از اعضای سازمان امنیت ملی آمریکا در زمان روی دادن انقلاب اسلامی، نخستین کسی بود که روابط میان دولت آمریکا و خمینی را فاش ساخت. او در کتاب «همه سقوط می‌کنند» که در سال ۱۹۸۵ منتشر شده است، به اتفاقات منجر به سقوط دولت شاهنشاهی پرداخته است. متن پیام‌ها نیز توسط ابراهیم یزدی منتشر شده و بی‌بی‌سی نیز در گزارشی مبتنی بر اسناد سازمان سیا، به این دیدارها پرداخته است.
کارتر در ۱۴ ژانویه ۱۹۷۹، دیداری میان وارن زیمرمن، یک دیپلمات آمریکایی حاضر در پاریس با ابراهیم یزدی، فرستاده خمینی-که پیش از این به عنوان نماینده خمینی در آمریکا عمل می‌کرد-ترتیب داد. گری سیک می‌نویسد شاه و بختیار، هر دو از این دیدار با خبر بودند و از این جهت که باعث شود از خونریزی‌های بیشتر جلوگیری شود، از این دیدار حمایت کردند.
به گفته یزدی، شخصی به نام «ساندرز» که خود را معاون وزارت امور خارجهٔ آمریکا در واشینگتن معرفی می‌کرد، با اقامتگاه خمینی تماس گرفت. او عنوان داشت به دلیل حساسیت اوضاع ایران، آمریکا مفید می‌داند که مستقیماً با نماینده خمینی در تماس باشد. یزدی می‌گوید: من در پاسخ به او گفتم که در این رابطه تصمیم گیرنده نیستم، من مسئله را با آقای خمینی در میان می‌گذارم و بعداً تلفن بزنید تا پاسخ وی را به شما بدهم. ابراهیم یزدی ادامه می‌دهد که این مسئله را با خمینی مطرح کرده است و او نیز پس از موافقت، خود یزدی را به عنوان نماینده‌اش برگزید.
ساندرز مجدداً تماس گرفت. خمینی به فرزندش احمد گفت همه را از اتاق بیرون کند زیرا این افراد «وارد نیستند». یزدی می‌گوید حاضران در اتاق از او (یزدی) به دلیل این دستور خمینی ناراحت شدند. ابراهیم یزدی ادامه می‌دهد که صادق خلخالی کسی بود که بیشتر از همه، از اینکه مجبور بود از اتاق بیرون رود، ناراحت شده بود.

سیک می‌نویسد در همان زمان، ژنرال هایزر که در تهران بود، تلاش می‌کرد سران ارتش را قانع کند تا با رهبران انقلاب تماس برقرار کنند. ژنرال عباس قره‌باغی که جانشین ازهاری به عنوان رئیس ستادِ بزرگ آرتشتاران شده بود، هایزر را تحت تأثیر قرار داد و هایزر معتقد بود که آمریکا باید به او اعتماد کند. ژنرال قره‌باغی کسی بود که نخستین راه‌های ارتباطی میان سران ارتش و رهبران مذهبی انقلاب را ایجاد کرد. گری سیک با این حال می‌نویسد که اعتماد هایزر به قره‌باغی مقداری «ساده‌لوحانه» بوده است.

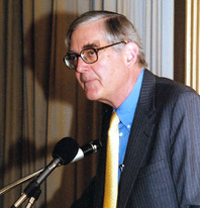
زیمرمن نماینده دولت آمریکا در مذاکرات پاریس بود.

### نخستین دیدار
به گفته گَری سیک، در همان زمان که براون و برژینسکی پشت تلفن با هایزر در ارتباط بودند، یک وضعیت بسیار متفاوت در پاریس برقرار بود. در یک هتل کوچک خارج از شهر، وارن زیمرمن به عنوان نخستین مقام رسمی ایالات متحده با ابراهیم یزدی، یکی از فرستادگان رسمی خمینی دیدار کرد. یزدی به زیمرمن گفت که در حال حاضر، شورای انقلاب در تلاش است تا شرایط را برای استقرار یک دولت انتقالی که بتواند همه‌پرسی برگزار کند، مهیا کند.
یزدی از زیمرمن دربارهٔ نیروهای ارتش و ارتباط آمریکا با آنان سؤال کرد. او بسیار نگران یک کودتای نظامی بود. یزدی گفت که مردم ایران هرگز نخواهند پذیرفت که یک کودتای نظامی بدون دخالت آمریکا انجام پذیر است و از این گفت که این می‌تواند بسیار وضعیت را وخیم کرده و برای آمریکایی‌های ساکن ایران خطرآفرین باشد. او گفت که خمینی از آمریکا انتظار دارد که با تمام توان جلوی چنین اتفاقی را بگیرد. یزدی همچنین دربارهٔ سفر شاه پرسید، اما زیمرمن اطلاعات خاصی نداشت تا به او بدهد. نخستین دیدار تنها بیست دقیقه طول کشید.
ابراهیم یزدی، در رابطه با این دیدار می‌گوید: در حالی که زیمرمن پیام دولت آمریکا را از روی متن می‌خواند من هم آن را به فارسی بر روی برگه‌ای می‌نوشتم. متن پیام آمریکا به نقل از یزدی، این چنین بود:
بر اساس اطلاعات و گزارش‌های سالیوان سفیر آمریکا در تهران، نظامیان ایران مسئله کودتا را به‌طور جدی بررسی کرده‌اند. ژنرال هایزر مطمئن است که او آن‌ها را از این امر منصرف کرده است. (...) دولت من (یعنی آمریکا) معتقد است که بیانیهٔ آیت‌الله دائر بر اینکه ارتش را محافظت کنند خیلی خوب بوده است. ارتش ایران خیلی خوب آگاهی دارد که توده‌ای‌ها دعوت به عملیات مسلحانه کرده‌اند و ارتشی‌ها ترس آن را دارند که یک عملیات حساب شده‌ای توسط توده‌ای‌ها برای تحریک و درگیری بین ارتش و طرفداران آقا وجود داشته باشد. (...) رهبران نظامی، علائم و نشانه‌های جدی داده‌اند که در صورت برگشت ناگهانی آقا به تهران برای «محافظت قانون اساسی» ممکن است وارد عمل شوند. به این دلیل است که دولت من معتقد است ضرورت اساسی دارد که نمایندگان صلاحیت‌دار آیت‌الله خمینی با رهبران نظامی ملاقات کنند تا به یک تفاهم اساسی برسند. (...) علاوه بر این نظامی‌ها آماده هستند که با نمایندگان صلاحیت‌دار آیت‌الله ملاقات کنند. این نظامیان عبارتند از ژنرال قره‌باغی و فرماندهان نیروهای سه‌گانه. من به نمایندگی از جانب دولتم مایل هستم که تأکید کنم این عمل بسیار اساسی است و ضرورتی فوری دارد. در این میان، دولت من امید و اصرار دارد که شما برنامهٔ بازگشت به ایران را به تأخیر بیندازید تا زمانی که (مذاکرات تهران) نتیجتاً به یک تفاهم برسد؛ که امکان بازگشت توأم با نظم و آرامش آیت‌الله فراهم شود. (...) دولت من همچنین امیدوار است که آیت‌الله از هرگونه عملی که منجر به سقوط بختیار می‌شود خودداری کنند. به نظر دولت من، (بروز) چنین وضعیتی (یعنی سقوط بختیار)، ممکن است باعث شود که نظامیان عصبانی شده و برای در دست گرفتن قدرت سریعاً وارد عمل شوند.— پیام دولت آمریکا به نماینده آیت‌الله خمینی
پس از خوانش پیام آمریکا، یزدی عنوان داشت که او متن را یادداشت کرده است و به خمینی اطلاع می‌دهد و دیگر چیزی رد و بدل نشد. یزدی می‌نویسد پس از مشورت با خمینی، پاسخی که به پیام آمریکا داده شد، اینگونه بود:
اول اینکه گفته‌اید که توده‌ای‌ها برای برخورد مسلحانه تحریک می‌کنند چه سند یا مدرکی دارید که ارائه بدهید؟ این تحریکات از جانب خود ارتش است. آن‌ها به دنبال بهانه هستند. همچنین به نظر ما، یک ائتلاف اعلام نشده‌ای بین ارتش و کمونیست‌ها دیده می‌شود تا این بهانه به دست ارتش داده شود. هدف هماهنگ کمونیست‌ها و ارتش لطمه به اعتبار جنبش اسلامی است. دوم اینکه روشن کنید که منظور از حرکت ارتش برای «محافظت قانون اساسی» چیست؟ آیا حفظ سلطنت است یا حفظ ارتش برای آینده؟ آیا نگرانی آن‌ها و هدفشان «حفظ سلطنت است یا حفظ ارتش»، در صورت فرض دوم مسئله فرق می‌کند. سوم اینکه آیا درست است که آمریکایی‌ها تمام وسایل را از بین می‌برند، یا از کشور خارج می‌سازند؟
زیمرمن به یزدی گفت که پاسخ این سوالات را نمی‌داند و نیاز دارد تا از واشینگتن سؤال کند.

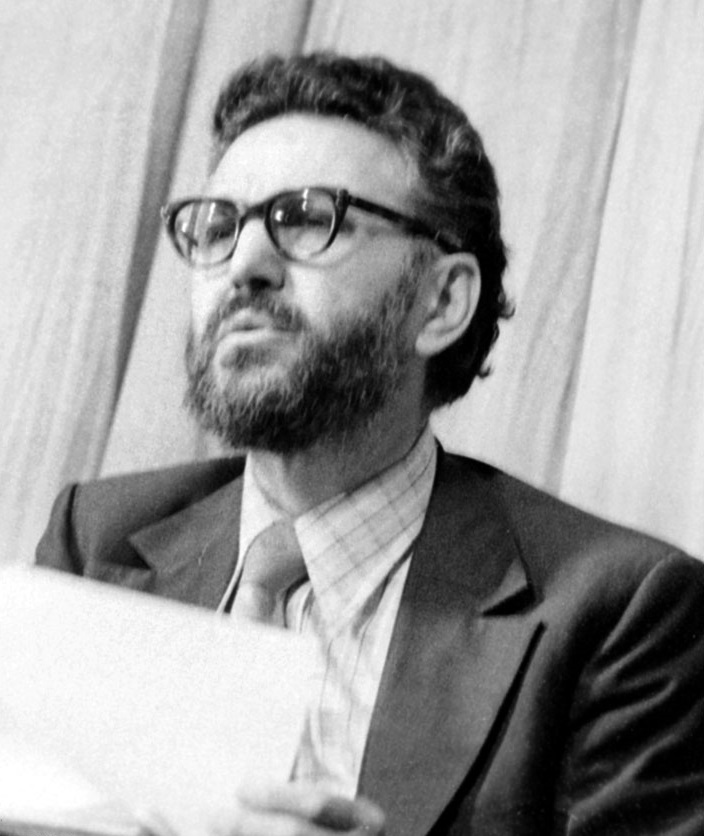
ابراهیم یزدی، در دوران اقامت خمینی در نوفل‌لوشاتو از مشاوران او بود.

### پس از خروج شاه
سیک بر این باور است که در آمریکا همه، از ژنرال هایزر گرفته تا شخص رئیس‌جمهور، معتقد بودند که ترس از یک کودتای نظامی تنها چیزی است که می‌توانست مانع اقدامات بعدی خمینی شود. پیام‌های فرستاده خمینی نیز تأیید می‌کرد که آنان نگرانی‌هایی دربارهٔ کودتا دارند. سفیر سالیوان نیز در تهران همین نظر را داشت. او پس از خواندن گزارش نخستین ملاقات یزدی-زیمرمن، به زیمرمن توصیه کرد که در دیدار بعدی به یزدی بگوید که ارتش برنامه‌های جدی برای کودتا دارد. زیمرمن نیز در دومین دیدار با یزدی چنین کرد. در عصر ۱۶ ژانویه (اواخر دی ۱۳۵۷)، یزدی در یک دیدار ۵۰ دقیقه‌ای پیام خمینی را که به فارسی نوشته شده بود و کلمه به کلمه ترجمه می‌کرد، برای نماینده آمریکا خواند. او از این گفت که خمینی در حال حاضر برنامه‌ای برای بازگشت به ایران ندارد.
در دومین دیدار، زیمرمن پاسخ سوالات یزدی را داد:
1. موضع ارتش چیست؟ ما (آمریکا) نمی‌دانیم. از خود آن‌ها باید پرسید. اما به نظر ما ارتش محافظه‌کار است و می‌خواهد آرامش را حفظ کند. مذاکره شما با آنان ضروری است.
2. منظور از حفظ قانون اساسی چیست؟ باز هم ما نمی‌دانیم. (...) ما قویا به ارتش توصیه کرده‌ایم عملی خلاف قانون اساسی مرتکب نشود. (...)
3. در مورد وسایل نظامی فنی؛ جواب مطلقاً منفی است، ما می‌خواهیم که قدرت و یکپارچگی ارتش را حفظ کنیم. ما می‌خواهیم که نیروی ارتش وسایل فنی را که دولت ایران برای دفاع خود لازم می‌داند داشته باشد.

زیمرمن همچنین از این گفت که مذاکرات میان نمایندگان خمینی و سران ارتش بسیار فوریت دارد و آمریکا می‌تواند در این مسئله کمک نماید. او توضیحاتی در رابطه با سخنرانی ساندرز در کنگره نیز ارائه داد و سپس، سوالاتی را از طرف آمریکا از خمینی پرسید:
1. سرنوشت سرمایه‌گذاری‌های آمریکا در ایران؟
2. آیندهٔ فروش نفت به غرب؟
3. آیندهٔ روابط سیاسی، نظامی ایران با آمریکا؟
4. روابط با شوروی؟

یزدی به این پرسش‌ها پاسخ نداد و دوباره بیان داشت که باید از روح‌الله خمینی جواب‌ها را بپرسد.

### ملاقات سوم
دو طرف در روز ۱۸ ژانویه با یکدیگر دیدار کردند. یزدی ابتدا پیام خمینی به آمریکا را خواند که از آمریکا خواسته بود تا از بختیار حمایت نکند و در آن از برنامه‌هایش برای ایجاد دولت انتقالی و تنظیم قانون اساسی جدید توضیح داده بود. یزدی مدعی است که پاسخ خمینی به نماینده آمریکا بدین شرح است:
1. سرنوشت سرمایه‌گذاری‌های آمریکا در ایران؟ در شرایط فعلی از کم و کیف این سرمایه‌گذاری و ماهیت فعالیت‌های آنان اطلاعات کافی نداریم. (...) نظر ما در این رابطه تنها بر اساس منافع خودمان خواهد بود.
2. آیندهٔ فروش نفت به غرب؟ فروش نفت به غرب کماکان ادامه خواهد یافت. (...) ما به درآمد نفت نیاز داریم. (...) به قیمت عادلانه روز به هر کس که بخرد می‌فروشیم و ارز دریافت می‌کنیم نه چیز دیگری. ما فقط به آفریقای جنوبی و اسرائیل نفت نخواهیم فروخت.
3. آیندهٔ روابط سیاسی، نظامی ایران با آمریکا؟ ما اساساً ضد هیچ کشور و ملتی نیستیم. ضد سیاست‌های آنان علیه مصالح ملت خودمان و ظلم آن‌ها هستیم. هرگاه روش دولت آمریکا برخلاف گذشته واقع‌بینانه شود و دست از دخالت در امور ما بردارد، ما با آن‌ها روابط دوستانه خواهیم داشت. ما برای توسعهٔ کشاورزی و اقتصاد کشور به علوم و فنون و تکنولوژی غرب خصوصاً آمریکا نیاز داریم. با دوستی و احترام متقابل می‌توانیم رابطه داشته باشیم. (...) سیاست خارجی ما بی‌طرفی مثبت است (...) ما نه به صورت ژاندارم منطقه عمل خواهیم کرد و نه به صورت صادرکنندهٔ انقلاب به سایر کشورهای منطقه. (...)
4. روابط با شوروی؟ روابط با روس‌ها، عیناً نظیر آمریکاست. ما از آن‌ها هم سوابق تلخی داریم. (...) اما ما خود را با مردمی که به خدا معتقدند نزدیک‌تر حس می‌کنیم تا با ملحدین خدانشناس.[۱۵]

پس از آن، یزدی از این گفت که ایران پس از انقلاب برنامه‌ای برای شرکت در اتفاقات منطقه نخواهد داشت. به گفته گری سیک، خمینی همچنین قول داد که حقوق اقلیت‌های مذهبی محفوظ خواهد ماند. زیمرمن سپس گفت: «شما گفته‌اید که می‌خواهید به جنگ و خونریزی داخلی خاتمه دهید. ما هم موافقیم و کوشش داریم. اما ترس و نگرانی ما این است که قبل از تماس با ارتش و سایر عوامل مهم و قابل توجه، معرفی و اعلام دولت موقت انتقالی به بروز ریسک‌های ثانوی منجر شود. علاقه‌مندیم نظریات آیت‌الله را بدانیم.»
همان روز از واشینگتن به هایزر و سالیوان پیام فرستاده شد که به تلاش‌ها برای برقراری ارتباط میان نیروهای نظامی و مذهبی ادامه داده شود. دو روز بعد، خمینی در گفت‌وگو با مطبوعات فرانسوی کارتر را «شیطانی‌ترین مرد روی زمین» خواند و از ارتش خواست تا با مردم همکاری کند.

### ملاقات چهارم
ملاقات چهارم در ۲۴ ژانویه برابر با چهارم بهمن ۵۷ روی داد. زیمرمن در این دیدار به چهار مورد از جانب دولت خود اشاره کرد:
1. هدف ما این است که ایران مستقل بماند و دخالت‌های خارجی از بین برود. احساس می‌کنیم با آیت‌الله در این باره هم نظریم.
2. به اعتقاد ما بر اساس قانون اساسی فعلی تمامی نیروهای اصلی می‌توانند با آرامش در تنظیم سرنوشت مملکت شرکت و دخالت کنند.
3. اگر این جریانات تعقیب و اجرا نشوند، یک حرکت و برخورد مستقیم خارجی، جدای از قانون اساسی ممکن است اتفاق بیفتد، با نتایج فاجعه‌آمیز آن برای تمامی نیروهای غیرکمونیست، از جمله برای عوامل مذهبیان. در این مورد از من خواسته شده است که توجه شما را به «بیانیه» جدید حزب توده جلب کنم که پشتیبانی خود را از شورای انقلاب و دولت موقت اعلام داشته است.
4. هنوز شرایط برای بازگشت آیت‌الله فراهم نیست.[۱۵]

به گفته گری سیک، یزدی در ادامه در رابطه با «یک حرکت و برخورد مستقیم خارجی» بحث کرد. او تأکید کرد که هرگونه اقدام ارتش به عنوان مخالفت آمریکا با انقلاب تلقی خواهد شد. او عنوان داشت که خمینی می‌خواهد به ایران بازگردد تا به ناآرامی‌ها پایان دهد و از این گفت که دولت بختیار از نظر خمینی غیرقانونی است. یزدی به جز اشاره به پیام زیمرمن، توضیح دیگری در رابطه با این ملاقات نداده است.

### ملاقات پنجم
پنجمین و آخرین ملاقات در روز ۲۷ ژانویه برابر با هفتم بهمن ۵۷ برگزار شد. در این دیدار، زیمرمن عنوان می‌کند که برخی افراد خود را به عنوان نماینده خمینی معرفی کرده‌اند و با ما تماس گرفته‌اند، دولت آمریکا ضروری می‌داند که خمینی از این مسئله آگاه شود. با اصرار یزدی، زیمرمن از شخصی به نام «نوربخش» نام برد. یزدی می‌گوید من از تماس‌های میان شخصی به نام «مجتبی نوربخش» با آقای خمینی مطلع بودم، اما از اینکه او به عنوان نماینده خمینی درخواست ملاقات با مقامات آمریکایی را داشته، اطلاعی نداشتم. نماینده خمینی به زیمرمن پاسخ داد تا جایی که او اطلاع دارد پاسخ، منفی است، اما از خمینی خواهد پرسید و جواب قطعی را خواهد داد.
سپس یزدی پیام خمینی برای آمریکا را خواند. این پیام توسط بی‌بی‌سی، گری سیک و خود ابراهیم یزدی روایت شده.

در گزارش بی‌بی‌سی، آمده است.
شما خواهید دید که ما هیچ دشمنی‌ای با آمریکایی‌ها نداریم (...) شما خواهید دید که جمهوری اسلامی که مبتنی بر فلسفه و قوانین اسلامی است چیزی به غیر از [حکومتی] بشردوست نخواهد بود و به آرمان صلح و آرامش تمام بشریت کمک خواهد کرد (...)— روح‌الله خمینی، به نقل از بی‌بی‌سی
اما یزدی بی‌بی‌سی را متهم به تحریف کرده است و نوشته که خمینی گفته ما با «مردم آمریکا» مشکلی نداریم، درحالی که در گزارش بی‌بی‌سی آمده است که ما با «آمریکایی‌ها» مشکلی نداریم.
متن این پیام به نقل از یزدی این چنین است:
بهتر است شما به ارتش توصیه کنید که از بختیار اطاعت نکند. دست از این حرکات بردارند. ادامهٔ این عملیات توسط بختیار و سران ارتش ممکن است فاجعه‌ای بزرگ به بار آورد. اگر او و ارتش در امور دخالت نکنند و ما ملت را ساکت کنیم ضرری برای آمریکا ندارد. (...) وقتی من دولت موقت را اعلام کنم خواهید دید که رفع بسیاری از ابهامات خواهد شد و خواهید دید که ما با مردم آمریکا دشمنی خاصی نداریم— روح‌الله خمینی، به نقل از ابراهیم یزدی
در این مقطع، بختیار با بازگشت خمینی مخالفت می‌کرد و از طرح‌هایی برای مقابله با آن خبر داده بود از جمله فرستادن هواپیمای خمینی به جزیره قشم تا در تهران برابر رسانه‌ها قرار نگیرد. سیک مدعی شده که برخی ژنرال‌های ارتش شاهنشاهی پیشنهاد داده‌اند تا خمینی و همراهانش در قشم بازداشت شوند و ۵۰ هزار نفر از حامیان مردمی او در یک حمله رعدآسا کشته شوند. خمینی البته عنوان داشت بستن فرودگاه‌ها مانع از ورود او به ایران نخواهد شد زیرا طرفداران او، اعم از نظامی و غیرنظامی منتظر هستند تا او دستور دهد تا فرودگاه‌ها را به «زور» باز کنند.

## سایر دیدارهای فرستادگان خمینی و نمایندگان آمریکا

### روابط نمایندگان خمینی با سفیر آمریکا در ایران

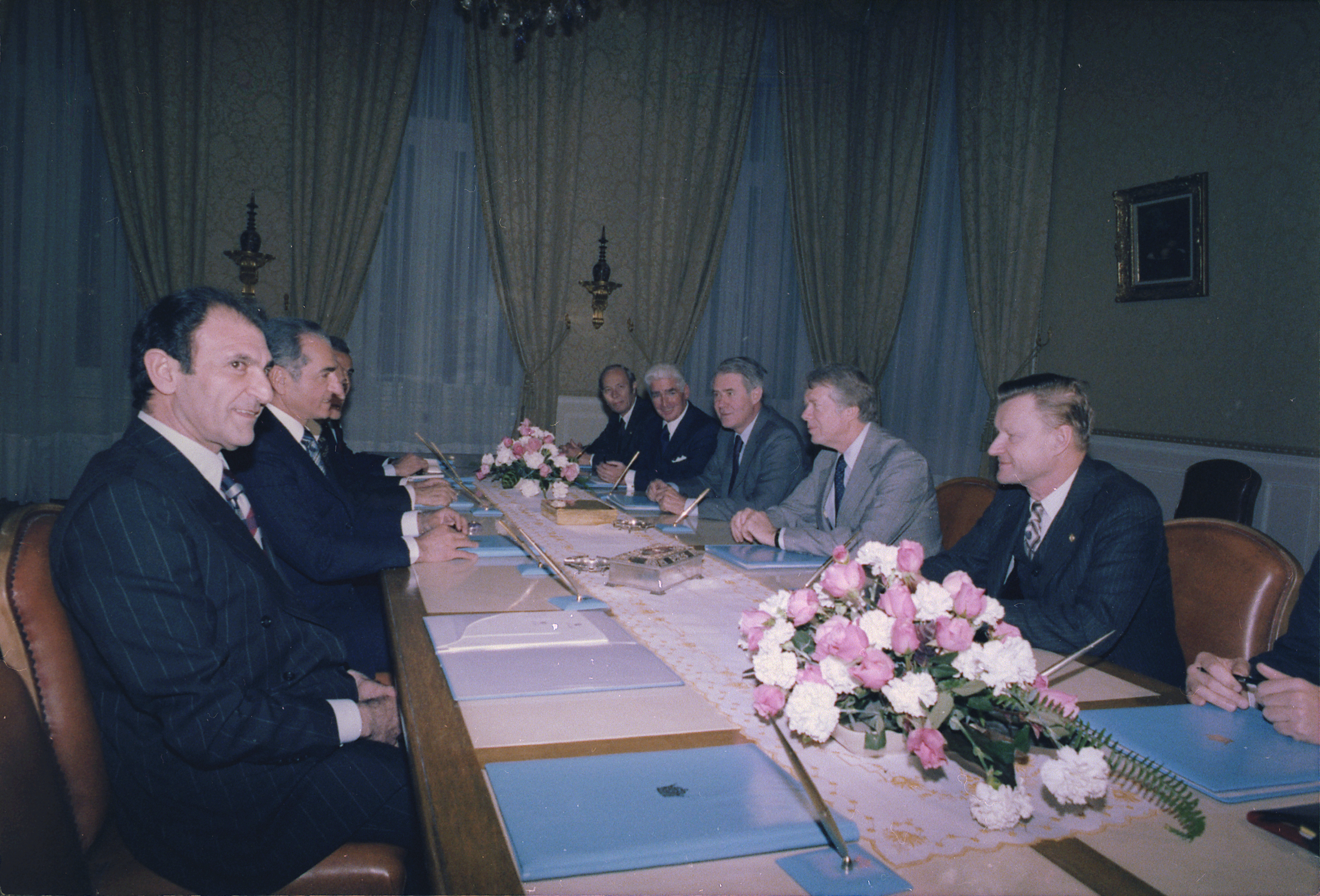
سالیوان (نفر چهارم از سمت راست) به همراه جیمی کارتر در نشستی با محمدرضا شاه

بی‌بی‌سی همچنین گزارش داد که در نهم نوامبر ۱۹۷۸ (آذر ۵۷)، ویلیام سالیوان، سفیر وقت آمریکا در ایران، به کابینه کارتر اطلاع داده که «کار شاه تمام است». سالیوان به کارتر توصیه کرد که هرچه سریع‌تر شاه و مهم‌ترین ژنرال‌هایش را از ایران خارج کرده و با خمینی و ژنرال‌های کم نفوذتر به یک توافق دست پیدا کند.
سالیوان پس از دیدار با ابراهیم یزدی، از این گفته بود که «یزدی برخلاف بسیاری از مخالفان دیگر درک می‌کند که بزرگ‌ترین مانع تأسیس حکومت آینده، ژنرال‌های شاه هستند نه بختیار.»
در گزارش سالیوان آمده است که «یزدی تا حدی مانند خمینی کوچک می‌ماند. آرام است؛ ملایم صحبت می‌کند و بسیار بسیار باهوش است». ابراهیم یزدی در خانه برادرش در تهران، با دستیار سالیوان یعنی ورج لمبراکیس دیدار کرده است. دستیار سالیوان از این گفته بود که یزدی انتظار دارد که آمریکا ژنرال‌های ارتش را تشویق کند که دست از «وفاداری قبیله‌وار» به شاه بردارند، زیرا او آنان (ژنرال‌ها) را خطری بلند مدت برای جمهوری اسلامی می‌دید.
چند روز بعد از پیروزی انقلاب، چهار تن از ژنرال‌های بلندپایه ارتش به حکم صادق خلخالی و به تأیید خمینی اعدام شدند. این افراد که در ساعت ۱۱ روز ۲۶ بهمن ۱۳۵۷ اعدام شدند، سرلشکر منوچهر خسروداد (فرمانده هوانیروز)، سرلشکر رضا ناجی (فرماندار نظامی اصفهان)، ارتشبد نعمت‌الله نصیری (رئیس پیشین ساواک) و سپهبد مهدی رحیمی بودند. دو روز پیش از اعدام، گزارش بازجویی آنان از تلویزیون پخش شد. سفیر آمریکا در گزارش خود در این رابطه، نوشته است:
عصر ۱۲ فوریه (۲۳ بهمن) ملت در تلویزیون با نمایش هولناک بازجویی دو ساعته از رئیس پیشین ساواک، نصیری (که خون از سرش می‌چکید و از قفسه سینه‌ای که معلوم بود شکسته، صدای خرخر می‌آمد) و فرماندار نظامی، رحیمی روبه‌رو شدند. (...) بازجوی بی‌رحم، دوست ما ابراهیم یزدی بود.— ویلیام سالیوان

### دیدار سالیوان با موسوی اردبیلی و بازرگان
بر اساس اسناد منتشر شده، سفیر آمریکا، ویلیام سالیوان، همچنین با موسوی اردبیلی و مهدی بازرگان نیز دیدار داشته است. مکان این دیدار دو ساعته که در چهارم بهمن ۱۳۵۷ روی داده است، مشخص نیست اما عباس امیر انتظام در خاطراتش ذکر کرده که دو طرف در خانه فریدون سحابی (پسر بزرگ یدالله سحابی، از رهبران نهضت آزادی) در محله قیطریه تهران دیدار داشته‌اند. سالیوان در ابتدا انتظار داشته که با بازرگان و بهشتی ملاقات کند، اما با بازرگان و «چهره‌ای ناآشنا» روبرو شده است.

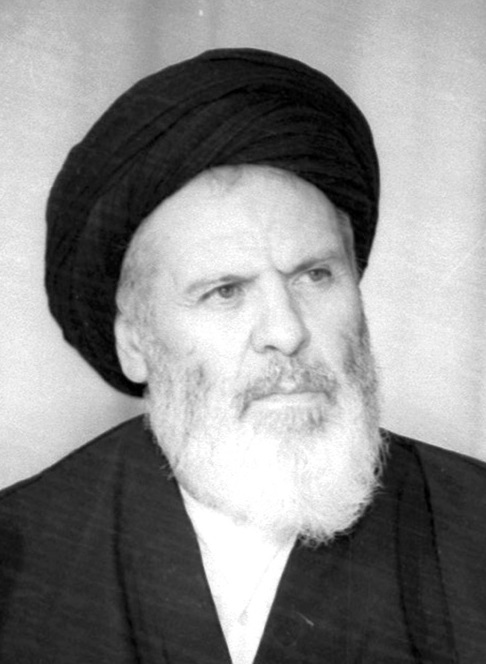
عبدالکریم موسوی اردبیلی، که بر اساس اسناد منتشرشده، سفیر آمریکا، ویلیام سالیوان، با او دیدار داشته است.

ویلیام سالیوان که خود از طرفداران برکناری شاه و سازش میان انقلابیون و ارتش بود، هجدهم دی همان سال در گزارشی به واشینگتن نوشته بود: «روحانیت برای کمک به احیای ثبات در بخش عمومی در حال سازمان یافتن است. حتی اگر برای لحظه‌ای بازرگان را هم کنار بگذاریم، بخش قابل ملاحظه‌ای از مخالفان در صورتی که شاه برود به گذار سیاسی مسالمت‌آمیز متعهد هستند». اینگونه که پیداست، سفیر آمریکا پس از این دیدار حتی نسبت به قبل هم به روحانیون خوش‌بین‌تر هم شده بود. او در توصیف «ملا موسوی» به واشینگتن نوشت: «افراطی نیست و به نظر می‌رسد پذیرای منطق باشد».
بنا بر این اسناد، موسوی اردبیلی در این دیدار به سالیوان گفته است:
قانون اساسی فعلی هنوز معتبر است (...) و تجمعات و اعلامیه‌ها نمی‌تواند مبنای قانونی دولت خمینی باشد.— موسوی اردبیلی، در دیدار با ویلیام سالیوان

مهدی بازرگان و روح‌الله خمینی

سالیوان بازرگان را «قد کوتاه»، «مهربان» و «صادق» توصیف کرده است، اما از این گفته که او «محکم» و «بانفوذ» نیست. در ادامه گزارش سالیوان به واشینگتن آمده: «موسوی فقط فارسی و عربی صبحت می‌کند، به همین دلیل گفتگو به زبان فرانسه با بازرگان انجام شد و بازرگان هم برای ملا ترجمه کرد (...) بازرگان چیز زیادی نداشت که بگوید و با حالتی بسیار محترمانه به عنوان رابط رهبری دینی رفتار کرد». سفیر سابق آمریکا ادامه می‌دهد: «باوجود این استدلال‌ها، موسوی اذعان کرد که قانون اساسی فعلی هنوز معتبر است؛ نیروهای مسلح قانونی هستند؛ تجمعات و اعلامیه‌ها نمی‌تواند مبنای قانونی دولت خمینی باشد؛ باید مانع درگیری نیروهای مسلح و هواداران خمینی شد و این خطر هست که شوروی از برنامه تشکیل دولت موقت سوءاستفاده کند. طرفداران خمینی می‌توانند به‌طور اصولی با خواسته بختیار برای برگزاری انتخابات آزاد موافقت کنند».
سالیوان همچنین به نمایندگان روح‌الله خمینی هشدار داد که مقابله با دولت بختیار می‌تواند به جنگ داخلی منجر شود. او در گزارشش به کاخ سفید در این رابطه نوشته: «به نظر رسید که آن‌ها کاملاً از این مسئله باخبرند و گفتند که امیدوارند که از درگیری جلوگیری شود».
مهدی بازرگان نیز این دیدار را در کتاب خاطراتش تأیید کرده است. او می‌نویسند:
آن‌ها را آماده برای قبول اصولی یک رفراندوم ملی راجع به تغییر قانون اساسی از مشروطیت سلطنتی به جمهوری اسلامی دیدیم.
تنها اختلافمان بر سر دعوت کننده رفراندوم مربوط بود که دولت بختیار باشد و ما نظارت نمائیم یا بالعکس.— مهدی بازرگان
با این حال، در اسنادی که پس از تصرف سفارت آمریکا توسط دانشجویان پیروی خط امام منتشر شد، هیچ اشاره‌ای به این دیدار نشده است.

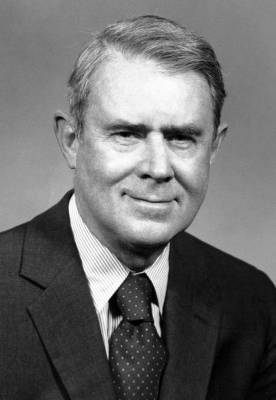
سایروس ونس، وکیل آمریکایی و وزیر امور خارجهٔ آمریکا در دورهٔ رئیس‌جمهور جیمی کارتر از ۱۹۷۷ تا ۱۹۸۰ بود. پیش از آن، وی وزیر جنگ و معاون وزیر دفاع این کشور بود.

### گزارش سایروس ونس
این گزارش فاش کرد که در ژانویه ۱۹۷۹ (دی ۵۷)، سایروس ونس، وزیر خارجه دولت کارتر، در پیامی به سفارت‌های آمریکا در تهران و پاریس نوشت:
ما به این نتیجه رسیدیم که برقراری یک ارتباط مستقیم با اطرافیان خمینی تصمیم بسیار خوبی است.— سایروس ونس
سایروس ونس همچنین در دیدار یک ساعت و نیمه نماینده خمینی، شهریار روحانی، با مقامات ارشد وزارت خارجه نیز حضور داشت. او به کاخ سفید نوشت شهریار روحانی از این گفته «رهبری انقلاب را شخصیتی صاحب کرامت برعهده دارد که قدرت را در دست نخواهد گرفت و مانند لنین و مائو تسه‌تونگ ماهیت دموکراتیک مبارزه را تغییر نخواهد داد».

### دیدار با اندرو یانگ
دو نماینده خمینی، یعنی شهریار روحانی و رضا صدر، روز پیش از پیروزی انقلاب اسلامی با اندرو یانگ، نماینده آمریکا در سازمان ملل متحد دیدار کردند. یانگ پس از این دیدار، در گزارشی به کاخ سفید می‌نویسد:
روحانی توضیح داد که نهضت را رهبری با جذبه هدایت می‌کند که هم‌چون گاندی نمی‌خواهد در دولت حضور داشته باشد، بلکه مانند یک چتر در دوران گذار سیاسی به حفظ انسجام و مسیر نهضت کمک خواهد کرد.— اندرو یانگ، در گزارش به کاخ سفید پس از دیدار با نمایندگان خمینی
شهریار روحانی در این دیدار گفته بود: «رهبران نهضت هیچ تمایلی به انتقام گرفتن ندارند. افسرانی که می‌خواهند در ایران بمانند می‌توانند مشمول عفو شوند.»

## سفر ژنرال هایزر به ایران
رابرت هایزر، ژنرال چهار ستاره آمریکایی در ۱۴ دی ۵۷ به تهران سفر کرد و در ۱۴ بهمن از کشور خارج شد. این سفر در ظاهر برای نشان دادن پشتیبانی آمریکایی از شاه به ایران فرستاده شده بود، اما بی‌بی‌سی می‌گوید که او برای جلوگیری از کودتای نظامی به تهران سفر کرده بود. گری سیک نیز مامورت هایزر را ایجاد ارتباط میان طرفداران خمینی و سران ارتش عنوان می‌کند. اندرو اسکات کوپر، مورخ آمریکایی که تلگراف‌های هایزر از تهران به واشینگتن را بررسی کرده است، هدف او را جلوگیری از کودتای نظامی می‌داند. با این حال خود هایزر این مسئله که او برای هموار کردن سقوط شاه به تهران سفر کرده بود را تکذیب می‌کند، هرچند گزارش او از تهران به واشینگتن از حالت طبقه‌بندی خارج نشده است. محمدرضاشاه پهلوی همچنین باور داشت که هایزر منجر به سقوط او شد. وی در کتابش گفته‌ای از ژنرال ربیعی را نقل می‌کند که وی عنوان داشته که «ژنرال هایزر شاه را مانند موش مرده‌ای از ایران بیرون انداخت».
به گفته‌گری سیک، هایزر در گزارش خود به کاخ سفید اطلاع داد که به صورت روزانه، دست کم پانصد تا هزار نفر از ارتش فرار می‌کنند. با این حال، او معتقد بود که این عدد در مقابل تعداد اعضای ارتش که نزدیک به نیم میلیون نفر بودند، چندان مسئله جدی‌ای به حساب نمی‌آمد. اما در پاریس، خمینی این مسئله را از دست رفتن آخرین امید شاه می‌دانست:
شاه قطعاً ارتش را از دست خواهد داد، و با از دست دادن ارتش، آخرین امیدش را هم از دست می‌دهد.— روح‌الله خمینی، به نقل از کتاب «همه سقوط می‌کنند»
یک روز پیش از ترک ایران توسط شاه، برژینسکی نیز به هرولد براون، وزیر دفاع آمریکا، در تیمی که از طریق تلفن با هایزر در ارتباط بودند، اضافه شد. هایزر به برژینسکی گزارش داد که سران ارتش با خروج شاه بسیار مضطرب هستند. برژینسکی پرسید که آیا نیروهای مسلح هیچ برنامه‌ای برای روزهای پیش رو در صورت شکست خوردن بختیار دارند یا خیر؟ و هایزر پاسخ داد که تمام گزارش‌هایی که پیش از این در این باره منتشر شده است، کذب است و آنان تنها در چهار، پنج روز اخیر شروع به برنامه‌ریزی کرده‌اند. هایزر به واشینگتن اطلاع داد که او به روشنی به سران ارتش گفته است که تنها در صورتی باید دست به اقدام نظامی بزنند که «نخست‌وزیر بختیار اعلان وضعیت اضطراری کند» و نظامیان برای برقراری ثبات به او یاری رسانند.
به گفته کوپر، بر اساس گزارشی که وزیر دفاع براون به کارتر داده است، سپهبد امیرحسین ربیعی، فرماندهٔ نیروی هوایی ایران، در بیست و دوم دی ماه به هایزر اطلاع داده است که نیروهای نظامی برنامه دارند تا پس از خروج شاه کنترل اوضاع را در دست بگیرند، اما ژنرال هایزر به شدت آنان را از این تصمیم برحذر داشته است. در گزارش براون آمده است که «نظامیان را به پشتیبانی قاطع از بختیار برای تشکیل یک دولت واقعی و تلاش در بازگرداندن نظم به کشور فرا می‌خواند. ربیعی با اکراه این طرح را می‌پذیرد».
براون در گزارش به کارتر، از این مذاکرات میان نظامیان و اسلام‌گرایان که توسط هایزر ترتیب داده است، می‌گوید: «با اصرار و فشار هایزر مذاکرات گسترده‌ای برای اینکه نظامیان همکاری نزدیکی با برخی رهبران مذهبی داشته باشند، صورت گرفت. ربیعی، با این حال، همچنان علاقه‌ای به این کار نشان نمی‌داد».

## واکنش‌ها

### در ایران

#### خامنه‌ای

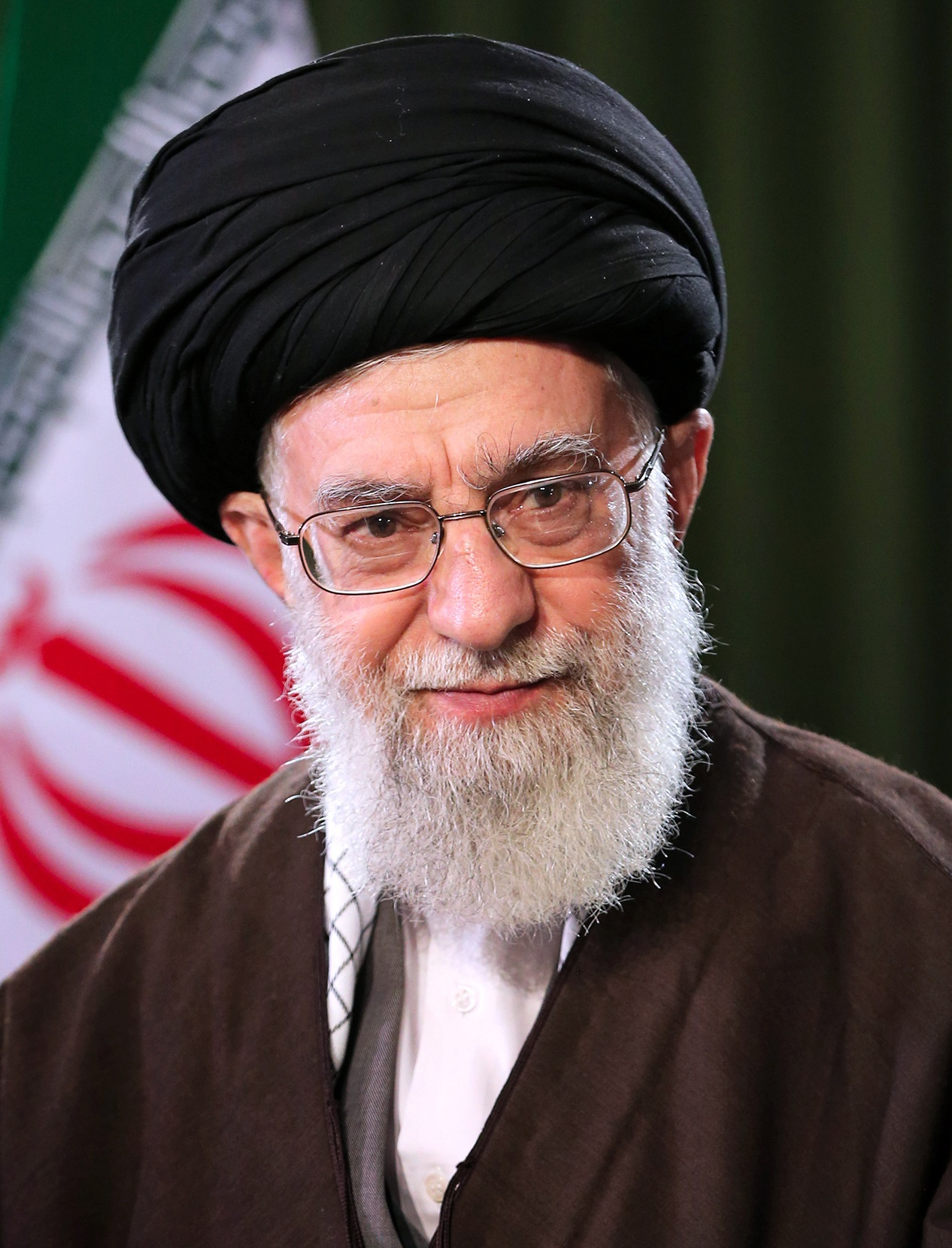
آیت‌الله خامنه‌ای گزارش منتشر شده را جعلی خواند.

پس از انتشار این گزارش، مقامات جمهوری اسلامی آن را تکذیب کردند و گفتند خمینی هیچ ارتباطی با آمریکا برقرار نکرده است. سید علی خامنه‌ای، رهبر جمهوری اسلامی گفت که این گزارش بر اساس اطلاعات جعلی منتشر شده است.
به مناسبت سالگرد امام، دستگاه تبلیغاتی دولت انگلیس علیه امام به اصطلاح سند منتشر می‌کند؛ علیه امام پاکیزه و مطهر. سند را از کجا آوردند؟ از مدارک آمریکایی؛ آمریکایی که هواپیمای مسافربری را سرنگون می‌کند، از جعل سند ابایی دارد؟ دشمنی انگلیس‌ها این‌گونه است.— علی خامنه‌ای، در مراسم بیست و هفتمین سالگرد درگذشت بنیانگذار جمهوری اسلامی

#### ابراهیم یزدی
انتشار گزارشی در رابطه با این ملاقات‌ها توسط بی‌بی‌سی، واکنش ابراهیم یزدی را نیز به همراه داشت. او تأیید کرد که خمینی با دولت آمریکا در ارتباط بوده است، اما عنوان داشت که این کارتر بود که به رهبر انقلاب اسلامی پیام فرستاده بود و نه اینکه خمینی به سراغ رئیس‌جمهور آمریکا رفته باشد.
در بخشی از واکنش ابراهیم یزدی آمده است:
آنچه در گزارش خبری بی‌بی‌سی آمده است خلاصه ناقصی از پنجمین و آخرین پیام مبادله شده است. در این خبر به نقل از آقای خمینی آمده است که: «... ما با آمریکایی‌ها هیچ دشمنی خاصی نداریم…». در حالی که درمتن اصلی پیام آمده است: «ما با مردم آمریکا هیچ دشمنی خاصی نداریم…» — ابراهیم یزدی
یزدی همچنین گفت که برخلاف گفته بی‌بی‌سی، آمریکا و خمینی از سه کانال با یکدیگر در ارتباط بودند:
در آخرین هفته‌های قبل از پیروزی انقلاب، رهبران انقلاب، نه از دو کانال، که در گزارش خبری آمده است، بلکه از سه طریق با مقامات آمریکا مذاکره می‌کرده‌اند، در ایران از جانب شورای انقلاب آقایان مهندس بازرگان، دکتر سحابی و آیت‌الله موسوی اردبیلی با سولیوان و استمپل، کارمند سفارت؛ آقای دکتر بهشتی مستقیماً با سولیوان در تهران و سوم از طریق زیمرمن در پاریس با آقای خمینی.— ابراهیم یزدی
او عنوان داشت که‌گری سیک نخستین کسی بود که پیام‌های مبدل شده را در کتابش منتشر کرد که انتشار این کتاب به سال ۱۹۸۵ بازمی‌گردد.

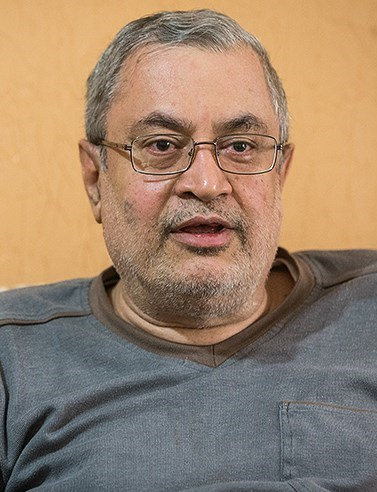
سعید حجاریان، از چهره‌های اصلاح‌طلب، او اظهار کرده است که خبرنگار بی‌بی‌سی چون به اسرائیل گرایش دارد، آن گزارش را افشا کرده است و هدفش تخریب دولت حسن روحانی است.

#### سعید حجاریان
سعید حجاریان، از چهره‌های اصلاح‌طلب، از این گفت که خبرنگار بی‌بی‌سی چون به اسرائیل گرایش دارد، این گزارش را افشا کرده است و هدفش تخریب دولت حسن روحانی است.
خبرنگار بی‌بی‌سی فارسی که این گزارش را منتشر کرده، نماینده سابق این شبکه در تل آویو بود که گرایش شدیدی به صهیونیست‌ها دارد؛ اتفاقاً به همین دلیل او را از این سمت عزل کرده و به نمایندگی در آمریکا فرستادند و اکنون به قول خودش به دنبال اسناد رفته است، در حالی که حتی یک سند هم دربارهٔ رابطه امام با کندی منتشر نکرده است؛ او اگر راست می‌گوید این سند را منتشر کند. (...) آن‌ها می‌خواهند بگویند روحانی هم امروز با آمریکایی‌ها ارتباط دارد؛ بی‌بی‌سی می‌خواهد عده ای را در داخل ایران بترساند و آتو به دست آن‌ها بدهد که دولت فعلی نیز از طریق امثال دکتر ظریف و… با آمریکا مرتبط است.— سعید حجاریان، در گفتگو با خبرگزاری جماران

#### روهام الوندی
روهام الوندی، نویسنده «نیکسون، کیسینجر و شاه: ایران و آمریکا در جنگ سرد» در مقاله‌ای که در گاردین منتشر شده بود، این مسئله را «پارانویای ایرانی‌ها که توسط بی‌بی‌سی به آن دامن زده شده است» خواند. او عنوان داشت که دولت کارتر برنامه‌ای برای رها کردن شاه و باز کردن راه برای ورود خمینی نداشته است و تنها در واکنش نشان دادن «دیر عمل کرده است».

### عباس میلانی

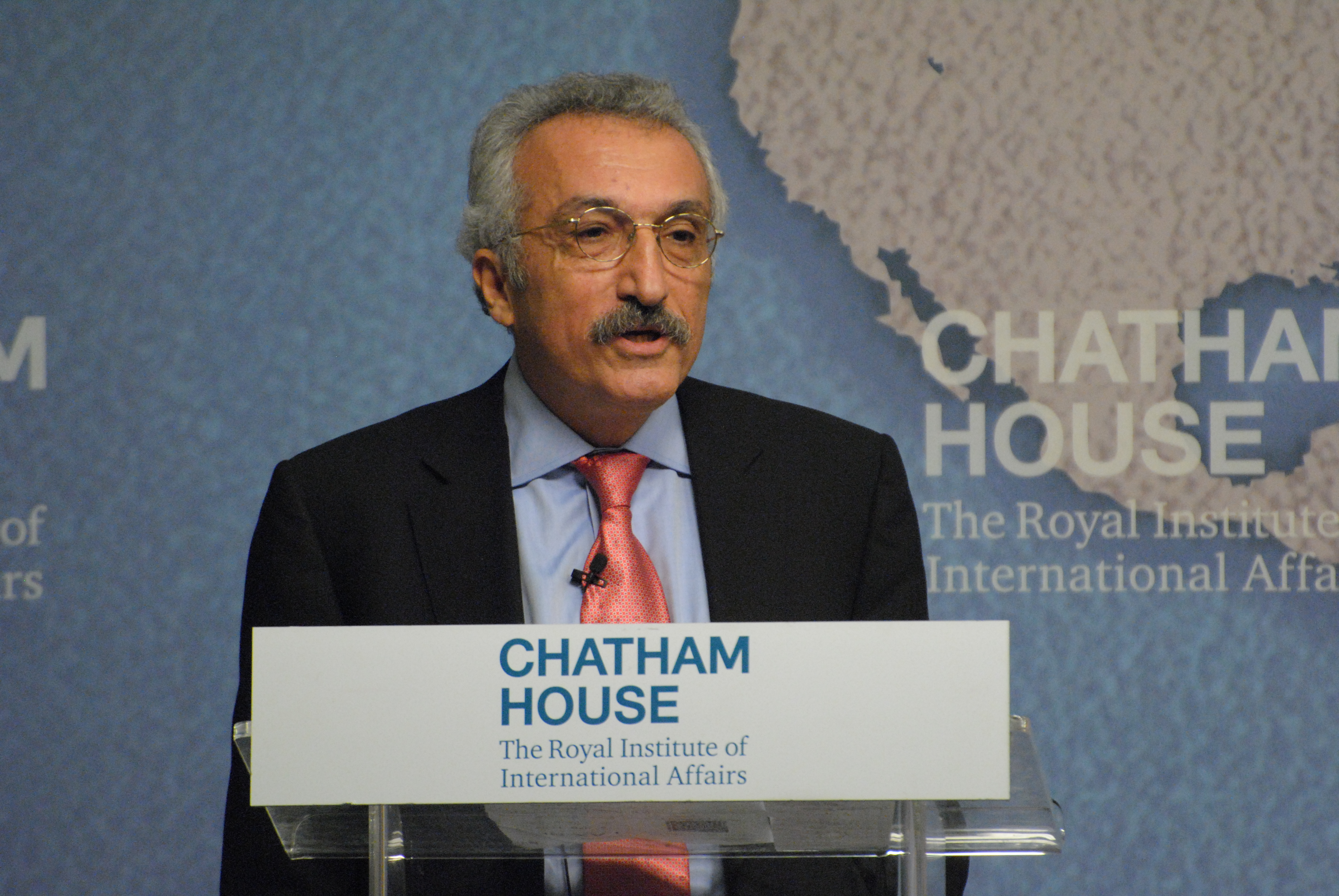
عباس میلانی. از نظر وی حماقت آمریکایی‌ها باعث شد تا خمینی را با احمد بن بلا، اشتباه بگیرند

به گفتهٔ میلانی، دولت آمریکا برای یافتن جایگزین حکومت محمدرضا پهلوی، هم از طریق سفارت آمریکا در پاریس و هم از طریق سفارت آمریکا در تهران با خمینی و اطرافیانش وارد مذاکره شد. به علاوه، کارتر، هایزر را به ایران فرستاد که امرای ارتش را از انجام کودتای نظامی بر حذر دارد. در تهران، هایزر به همراهی و همکاری ژنرال گست، با سران ارتش در تماس بودند و در صدد بودند تا اسباب تماس امرای ارتش و نیروهای طرفدار خمینی را فراهم کنند. دولت آمریکا در آغاز بحران، تمایلی به تماس با خمینی را نداشت؛ ولی وقتی سرنوشت شاه، قطعی به نظر می‌رسید، آمریکا بر آن شد که مستقیم با خمینی تماس برقرار کند و از چند و چون نظراتش اطلاعاتی کسب کند. هم او در پاریس و هم طرفدارانش در تهران، به سوالاتی که آمریکایی‌ها طرح کرده بودند پاسخ دادند. در پاریس، خمینی، شماری از طرفداران خود را که اغلب در غرب تحصیل کرده بودند و در گروه‌های مذهبی طرفدار دموکراسی فعالیت داشتند، بسان نمایندگان و سخنگویان غیررسمی خود برگزید. از این دسته می‌توان ابوالحسن بنی‌صدر، ابراهیم یزدی و صادق قطب‌زاده نام برد. اما در تهران، خمینی، شورایی به نام شورای انقلاب را که هدایتش در دست روحانیون بود را مسئول اداره امور روزمره حرکت دموکراتیک مردم کرد. برخی از اعضای این شورا به‌ویژه آن‌ها که در نهضت آزادی عضویت داشتند، با سفارت آمریکا در ایران در تماس بودند و در همسو کردن دولت آمریکا با اهداف خمینی، نقش کلیدی بازی کردند. در نتیجه این تماس‌ها، سالیوان (سفیر آمریکا در ایران) بالاخره به این نتیجه رسید که جنبش اسلامی‌ای که تحت سیطره طرفداران خمینی است، به مراتب بیشتر از آنچه گمان می‌رفت، متشکل و روشن‌اندیش و توانا در مقابله با کمونیسم هستند. سالیوان حتی متقاعد شده بود که این نیروها چه بسا بتوانند به‌رغم ظاهرشان، چیزی شبیه به دموکراسی غربی ایجاد کنند.
یازده روز بعد از خروج شاه از ایران، خمینی پیام شخصی برای آمریکا ارسال کرد. در متن پیام ترکیبی از تهدید و تطمیع می‌توان مشاهده کرد. خمینی می‌گفت برای احتراز از فاجعه، آمریکا باید به ارتش ایران و بختیار بگوید که دست از دخالت در امور ایران بردارند؛ و ترجیحش این است که راه حلی مسالمت‌آمیز برای حل معضل ایران سراغ کند. البته از چند هفته قبل از این پیام، هم او و هم همراهانش در پاریس و نیز متحدانش در ایران با مقامات آمریکایی وارد مذاکراتی مفصل شده بودند.

### در آمریکا

#### واکنش گری سیک به انتشار گزارش بی‌بی‌سی
گری سیک، یکی از اعضای سازمان امنیت ملی آمریکا در زمان روی دادن انقلاب اسلامی، پس از انتشار این گزارش اعلام داشت که اطلاعات منتشر شده واقعی و درست هستند. البته او گفت از اینکه خمینی در زمان کندی نیز تلاش کرده بود با دولت آمریکا ارتباط برقرار کند، بی اطلاع است.
با این حال، گری سیک گفت که او این اطلاعات را در دهه هشتاد در کتابش با نام «همه سقوط می‌کنند» منتشر کرده است و گزارش جدید بی‌بی‌سی، یک «افشاگری» نیست چون سه دهه است که همه از آن خبر دارند. او جنجالی که بر سر انتشار این اطلاعات به راه افتاده را «طوفانی در یک قوری» توصیف کرد.
وی البته انتقاداتی را به گزارش بی‌بی‌سی نیز وارد کرد. او گفت که در تلگراف سالیوان به کاخ سفید در نوامبر ۱۹۷۸ هیچ اشاره‌ای به این نشده است که «کار شاه تمام است». گری سیک همچنین ادعاهای دیگری در رابطه با روابط میان خمینی و آمریکا پیش از انقلاب نیز مطرح کرد: «شاه و بختیار از ملاقات میان یزدی و زیمرمن در هتلی در نوفل لوشاتو اطلاع داشته‌اند. شخص شاه برای جلوگیری از افزایش تلفات و کشته‌شدگان انقلاب، از این دیدار حمایت کرده بود.» او ادامه داد: «ملاقات حول محور نقش ارتش ایران در انقلاب بود. هر دو طرف به دنبال این بودند که از هرج و مرج جلوگیری کنند. آمریکا می‌خواست ارتش به همین شکل به کار خود ادامه دهد، درحالی که نزدیکان خمینی از یک کودتای نظامی در هراس بودند.» سیک گفت که این مذاکرات «بی‌نتیجه» بودند.
گرچه در گزارش این رویداد توسط بی‌بی‌سی به نقل از خمینی آمده است که او «هیچ دشمنی‌ای با آمریکا نخواهد داشت»، سیک گفت کسی در دولت آمریکا از گفته‌های خمینی در مورد حقوق بشر و دموکراسی اینگونه برداشت نکرد که او مایل به ادامه روابط با آمریکاست.

### کتاب‌ها
- میلانی، عباس (۱۳۹۲). نگاهی به شاه. تورنتو: پرشین سیرکل.

- Emery، Christian (۲۰۱۳). US Foreign Policy and the Iranian Revolution: The Cold War Dynamics of Engagement and Strategic Alliance.
- Sick، Gary (۱۹۸۵). All Fall Down: America's Fateful Encounter with Iran.
- Buchan، James (۲۰۱۲). Days of God: The Revolution in Iran and Its Consequences.